# Narrativa transmèdia

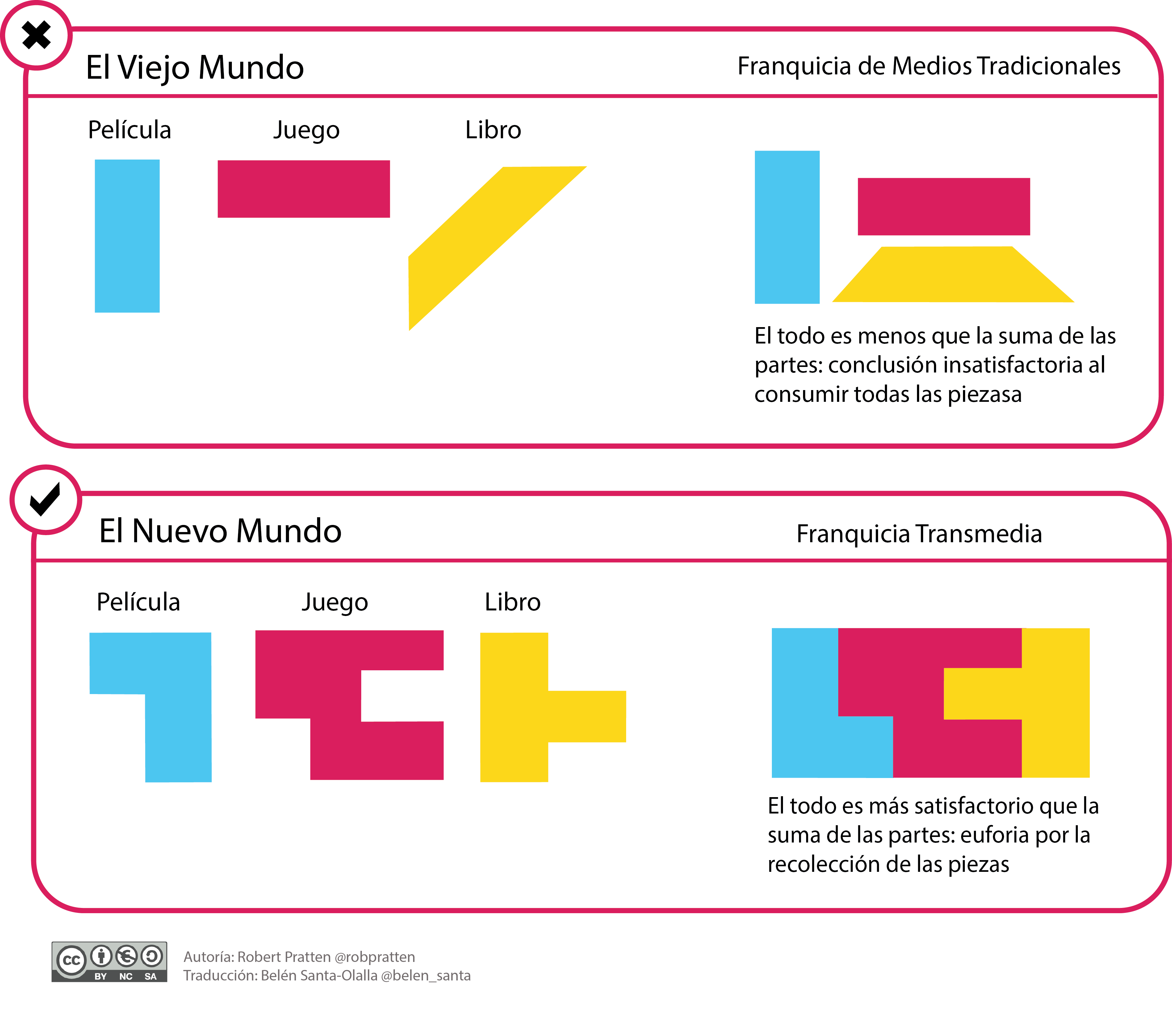
Concepte de transmèdia, per Robert Pratten.

La narrativa transmèdia (en anglès Transmedia Storytelling) és un tipus de relat en què la història es comunica a través de diversos mitjans i plataformes de comunicació amb l'objectiu de provocar que una part dels espectadors assumeixin un rol interactiu al seguir la història. No s'ha de confondre amb els productes franquiciats cross-media, seqüeles o adaptacions. La narració transmèdia es pot considerar com aquella en la qual els relats hi apareixen interrelacionats però alhora guarden una independència narrativa i un sentit complet. Podria entendre's com una història explicada des de diferents perspectives segons el mitjà de comunicació que s'utilitzi com ara un llibre, un còmic, un post, un spot, una sèrie televisiva, una pel·lícula o un videojoc. També s'utilitzen en diferents gèneres: ficció, periodisme, documental o publicitat, entre d'altres.
Des del punt de vista de la producció, s'ha de crear un contingut que captivi el públic utilitzant diferents tècniques per impregnar la seva vida diària amb aquest contingut. A fi d'aconseguir aquest engagement en el participant, una producció transmèdia desenvoluparà històries a través de diferents formats mediàtics per mostrar peces úniques de contingut per a cada canal. És clau que aquestes peces de contingut estiguin obertes o subtilment lligades entre si, i que a més existeixi una sincronitazció narrativa entre totes elles.
A fi que el contingut del relat transmèdia funcioni, l'usuari ha de recórrer les diverses plataformes, invertint-hi temps i esforç per aconseguir una experiència més significativa i una connexió relat-audiència més forta. En el llibre "Convergence culture", Henry Jenkins qualifica la narració trandmèdia com una nova estètica que va sorgir a conseqüència de la convergència dels mitjans. Ho considera com l'art de crear mons. En aquest mateix llibre, denomina també a la convergència com la relació de contingut a través de múltiples plataformes mediàtiques i la intenció de crear el recorregut que s'espera que la audiència faci per les diverses plataformes.
Encara que pugui haver-hi recomanacions, no existeix ni un ordre ni una quantitat definida per consumir contingut de cadascuna les parts de la narrativa transmèdia. Tot i això, com més se'n consumeixi, més comprensió hi haurà d'aquesta. Cada un dels mitjans configura una experiència única i independent dels altres.

## Discussió acadèmica
El 1991, l'acadèmica Marsha Kinder, de la University of Southern California, va detectar aquest concepte en l'entorn publicitari i va anomenar les franquícies que l'utilitzaven supersistemes comercials transmèdia. Afirmava que "l'intertextualitat transmèdia treballa per posicionar els consumidors com a poderosos actors que rebutgen la manipulació comercial".
Però va ser el gener de 2003, que l'acadèmic del Massachusetts Institute of Technology Henry Jenkins va introduir el concepte de narrativa transmèdia (transmedia storytelling) en un article al Technology Review. Va definir-la com a la suma de l'estratègia de la indústria i les tàctiques dels usuaris o el resultat de la tensió entre el canon (textos originals) i el fandom (històries produïdes pels fans). Henry Jenkins també va reflectir que l'ús coordinat de la narració a través de diferents plataformes pot fer els personatges més atractius.
Amb la creixent comnvinació de vídeo, suports digitals, càmeres, telèfons mòvils, i el creixement de la web com a plataforma d'eines i serveis, està emergint un ventall de nous suports i formats. Es tracta, doncs, d'una convergència de mitjans per les quals les marques avançen juntament amb el protagonsime dels consumidors en el disseny i la arquitectura de nous mitjans i plataformes.
Un factor que s'ha de tenir en compte en el desenvolupament d'aquesta "nova" narrativa és la possibilitat que té el públic de participar com a productor de les mateixes històries i, a més, "perquè les noves aplicacions permeten a l'usuari convertir-se en creador i en consumidor de continguts segons les seves pròpies necessitats". El desenvolupament de l'anomenada narrativa transmèdia té com a punt fonamental la utilització de diferents suports a fi d'explicar una història. La narrativa transmèdia és monotemàtica, expansiva i complementària. Una de les eines que utilitza és, per força, la web, i en aquest sentit, la generació de continguts audiovisuals pretén dur-se a terme mitjançant una narració col·lectiva. El que es pretén és que el públic comú passi a formar part de l'emissor i el receptor de tota la informació generada. Aquest nou esperit de col·lectivitat està permetent que internet evolucioni com un mitjà de comunicació. Estem assistint a un progressiu i cada vegada més rellevant procés de creació i difusió de continguts audiovisuals en xarxa.
El terme prosumer proposat per Toffler, resultant de la convergència de les paraules productor i consumidor, és totalment vàlid i adequat per una generació d'usuaris que volen participar en la creació de continguts, opinar i intervenir per assumir aquest rol d'interactivitat.
Jenkins explica que per entendre el concepte de narrativa transmèdia és necessari distingir entre adaptació i extensió. Una adaptació bàsicament explica la mateixa història en diferents mitjans de comunicació, mentre que una extensió busca afegir nova informació o arguments a l'original. Tot i així, una adaptació també pot ser considerada narrativa transmèdia, ja que ens mostra una mateixa història des d'una altra perspectiva, com l'adaptació d'un llibre a pel·lícula, que inclou un procés de creació de factors que no es tenen en compte en la redacció d'una novel·la. Així doncs, una adaptació es pot considerar, en certa manera, una extensió mínima.
| «                                            | Cada vegada més, la narrativa transmèdia s'ha convertit en l'art de construir mons, ja que els artistes creen entorns persuasius que no poden ser completament explorats o finalitzats amb una sola obra o un sol mitjà. | » |
| — Henry Jenkins, Convergence Culture, p. 114 | |   |

## Història
En els anys 70 i 80, artistes pioners en l'art telemàtic van fer experiments amb la narració col·lectiva, barrejant els antecessors de les actuals xarxes i produïen visions i teories crítiques sobre el que més tard es convertiria en la transmèdia. A la dècada de 1980, amb la difusió de la televisió per cable i l'aparició de les primeres antenes parabòliques, es va començar a parlar de la fragmentació de les audiències televisives, és a dir, de desplegar una major diversitat de canals televisius. Umberto Eco va denominar aquest augment de l'oferta de canals com a paleotelevisió o el zapping de la neotelevisió (per la varietat d'opcions entre les quals escollir). L'arribada de la World Wide Web i la difusió de les noves formes de comunicació digital interactiva (des dels videojocs fins als dispositius mòbils) va diversificar encara més els escenaris de la comunicació. Així doncs, les narratives transmèdia es presentaven com una possible solució a la dispersió de les audiències en televisió i cinema, i moltes productores van adoptar-les.
Molts exemples primerencs en la dècada dels anys 90 amb la normalització d'internet van prendre la forma del que ara anomenem ARGs (alternate reality games), que tenien lloc en temps real. Van tenir una gran quantitat de públic. El terme ARG però, es va encunyar l'any 2001 per descriure The Beast, una campanya de màrqueting per la pel·lícula Artificial Intelligence. D'altres projectes primerencs serien:
- Dreadnot: un exemple primerenc d'un projecte ARG publicat a SFGate el 1996. Aquest ARG incloïa bústies de veu activats amb números de telèfon dels personatges, pistes de codi font, adreces de correu electrònic dels personatges, pàgines web i localitzacions reals de la ciutat de San Francisco.
- FreakyLinks.
- El projecte de la bruixa de Blair: l'any 2000 es va llançar una trilogia de videojocs basats en la famosa entrega de terror.
- On-Line: pel·lícula.
- The Beast: videojoc desenvolupat per promocionar la pel·lícula Artificial Intelligence. El joc se situa en el 2142 i gira entorn del personatge principal, Jeanine Salla i la mort del seu amic Evan Chan. Jeanine descobreix que Evan fou assassinat i la seva investigació la porta a descobrir una xarxa d'assassinats d'humans i intel·ligències artificials.
- Majestic: videojoc que es jugava a través del telèfon, correu electrònic, AIM (America-On-Line Instant Messenger, un servei de missatgeria instantània de finals dels anys 90), missatges de BlackBerry, fax i diverses pàgines web específiques a fi de resoldre un misteri a mode de trencaclosques basat en les teories conspiratives del Majestic 12.

Moltes franquícies més o menys actuals han adoptat aquest mètode a fi de millorar els seus productes. Pokemon n'és el millor exemple: la franquícia s'expandeix per diverses plataformes com ara des del joc de cartes fins a la sèrie de televisió, amb pel·lícules, figures d'acció, peluixos, marxandatge i videojocs. Tot això és acompanyat per un univers narratiu del qual el participant en forma part. Així doncs, aquest és un clar exemple que la narrativa transmedia serveix perquè el públic sigui capaç de submergir-se en la història a diferents nivells.

## Formats de narrativa transmèdia
Partim de la base que la narrativa transmèdia es comunica a través de diferents mitjans i plataformes de comunicació amb l'objectiu de transformar els espectadors en participants actius d'aquesta interacció. Així doncs, a continuació podrem observar alguns dels diferents formats de narrativa transmèdia, que molts cops són utilitzats en les estratègies de campanyes de màrketing.
- Apps: Les aplicacions mòbils cada dia són més presents en el nostre dia a dia i és per això que moltes empreses opten per utilitzar aquesta eina per a generar continguts i interactuar d'una manera molt fàcil
- Audios: Actualment les cançons tenen un gran poder d'abast a Internet i els podcasts són molt bona opció per distribuir entrevistes, testimonis… Es poden descarregar o escoltar en streaming.
- Blogs: Els blogs són una eina molt propera entre qui escriu i qui llegeix, una manera de relacionar-se digitalment i fidelitzar clients. És un punt més que pot servir per diferenciar-se de la competència
- Còmics: Els còmics estan destinats a un públic més acotat i específic però és un molt bon format a nivell visual i d'entreteniment.
- E-books: El format electrònic d'un llibre està molt de moda i per aquest motiu hi ha empreses que ho utilitzen per enriquir les histories.
- Events: Els esdeveniments, ja siguin en viu o virtualment, són situacions molt plenes d'audiència que promouen experiències personalitzades, més de tu a tu i que el públic valora molt positivament.
- Jocs: La gamificació és una molt bona manera d'introduir el factor de diversió i entreteniment a la narrativa transmèdia.
- QR Codes: Els codis QR funcionen com a enllaços per a direccionar-nos a continguts diferents que podem trobar a webs, o per descarregar-nos aplicacions.
- Vídeos: Més enllà de pel·lícules, curts, tràilers, anuncis, teasers… i a través del format audiovisual podem generar contingut com entrevistes, testimonis, animacions…
- Web: La web és l'element primordial, independentment del tipus de narrativa, que ens permetrà arribar al major nombre d'espectadors. És recomanable que les webs tinguin un disseny senzill i ben estructurat i que estigui adaptada als dispositius mòbils.

## En l'actualitat
Des de 2011, els estudis tan tradicionals com especialitzats s'interessen més per les tècniques de la narració transmedia i busquen una nova forma d'explicar històries a partir de digital. Les noves tecnologies en desenvolupament permeten que alguns projectes comencin a incloure experiències per un jugador a part de les experiències multi jugador en temps real. A continuació es mostren alguns exemples de la narració transmedia.
- Conspiracy 365, és una experiència multi plataforma transmedia per a la televisió australiana.
- Skins, és una extensió transmedia de Channel 4, UK
- Quantum Break, videojoc que complementa una sèrie amb el mateix nom

## Exemples paradigmàtics
Alguns dels exemples més modèlics i populars de narrativa transmèdia són Harry Potter, que parteix d'un llibre, Star Wars i The Matrix, d'una pel·lícula, Star Trek i Lost, d'una sèrie televisiva, The Walking Dead, d'un còmic, o d'una atracció d'un parc temàtic com en el cas de Pirates of the Caribean.

Cartell de Matrix Revolutions (2003).

### El cas deMatrix
Un dels exemples del que se serveix Henry Jerkins per explicar les narratives transmèdia és el de The Matrix, ja que la història es construeix a partir de diferents mitjans: el cinema, el videojoc, l'animació, la narrativa gràfica, etc.
La pel·lícula The Matrix, el punt de partença de la història, va ser estrenada el 1999 sota la direcció de Lana i Lilly Wachowski. L'èxit va ser tal que l'any 2003 s'estrenava la segona part de la pel·lícula, The Matrix Reloaded, seguida del videojoc Enter The Matrix. Només un mes després del llançament del videojoc, arribava als comerços The Antimatrix, una sèrie de nou curtmetratges d'animació que desenvolupava noves trames a partir de la història original. Mig any més tard es culminava la trilogia amb Matrix Revolutions.
L'expansió d'aquesta narrativa va continuar el 2005 amb l'estrena de dos nous videojocs: The Matrix Online i The Matrix: Path or Neo, els quals reviuen escenes de les pel·lícules. Posteriorment, es va ampliar amb una sèrie de còmics ambientats en diferents moments de la història fictícia de les pel·lícules: abans de la construcció del Matrix, al Zion i al futur.

### El cas deMad Men
Un exemple de narrativa transmèdia és el cas de Mad Men, la sèrie dramàtica de televisió creada per Matthew Weiner, situada al 1960 i llançada al 2007. Va ser produïda per la televisió Lionsgate i també es van utilitzar mitjans com blogs i comptes de Twitter per continuar la ficció fora de la pantalla.

L'expansió transmèdia es va realitzar per diverses plataformes online, com amazon, fnac o moviestore. La pel·lícula va ser distribuïda en DVD i Blu Ray i el mercat discogràfic va llançar tres CDs: la banda sonora de la sèrie, l'especial Nadal i l'edició especial col·leccionista amb música jazz. 

Logo de la sèrie televisiva Mad Men

A la web es poden trobar vídeos d'animació creats especialment per a la seva circulació a Youtube i també hi ha animacions creades per usuaris fanàtics de la sèrie, els quals es van compenetrar tant amb la sèrie que van voler aportar informació. A més, a la web de la cadena AMC es pot trobar informació variada sobre la sèrie com, per exemple, vídeos extra que no van ser inclosos en el llançament televisiu.
L'expansió d'aquesta sèrie ha arribat, fins i tot, a jocs d'ordinador on pots personalitzar el teu propi avatar amb característiques de l'època de 1960 i crear, així, un personatge amb l'estil de Dyna Moe, un reconegut il·lustrador.
Els diferents productes creats a partir d'aquesta sèrie televisiva van promocionant-se entre ells, creant, d'aquesta manera, una gran cadena que permet una dinàmica i àmplia mobilització d'informació.

### El cas deStar Wars

Logo de Star Wars

La famosa pel·lícula Star Wars (1977), dirigida per George Lucas i posteriorment anomenada Star Wars Episode IV: A New Hope, va desencadenar una de les expansions de narrativa transmèdia més grans de la cultura de masses contemporània.
El món narratiu de la pel·lícula es va estendre al cinema, als còmics, a les novel·les, als videojocs i a les produccions televisives. George Lucas, però, ja des del principi va establir una sèrie de paràmetres i condicions rígides que haurien de ser respectades per aquells que contribuïssin a la seva expansió, ja que no volia que es desvirtués l'univers de la pel·lícula.
El cas de Star Wars és emblemàtic, atès que malgrat el pas del temps, aquest món narratiu segueix expandint-se pels diversos mitjans i aportant més informació respecte a les històries dels personatges i als avenços de la narrativa. Els fans i seguidors més actius segueixen creant blogs, pàgines online que tracten temes específics de la saga i diferents canals de Youtube. A més, també es manté actiu en les xarxes socials com, per exemple, Facebook, Twitter o Instagram.

### El cas deEl Senyor dels Anells
Després d'escriure i publicar El Hobbit al 1973, J. R. R. Tolkien va decidir elaborar una saga que partia del món presentat a aquest inicial conte i que consistiria en tres llibres ("La Germandat de l'Anell", "Les Dues Torres" i "El Retorn del Rei") publicats entre el 1954 i el 1955, que van suposar un absolut èxit. Aquests llibres i les històries que s'hi explicaven van saber transitar a través de diverses plataformes multimèdia de manera óptima, i és per això que El Senyor dels Anells és un perfecte exemple d'una narrativa transmèdia.
Un clar exemple de transformació dins una altra plataforma és sens dubte la seva adaptació cinematogràfica de la mà de Peter Jackson, a través d'una sèrie d'inicialment tres pel·lícules. Però, a més, prèviament ja havien estat portades a la pantalla gran, i posteriorment, El Hobbit va ser transformat en una sèrie de tres pel·lícules més, al 2013, també dirigides per Peter Jackson i ampliant l'univers de la Terra Mitjana i donant als seus fanàtics més material per gaudir. És més, el món dels videojocs no va dubtar en portar El Senyor dels Anells fins al món interactiu, els exemples més recents sent Middle Earth: Shadow of Mordor i Middle Earth: Shadow of War, llençats el 2014 i el 2017 respectivament.
I això no ho és tot, sinó que el món de Tolkien encara ha estat adaptat a més plataformes: des de jocs de taula (El Senyor dels Anells: Joc de Rol) fins a adaptacions radiofòniques, la primera al 1995 de la mà de la BBC. És també interessant el fet que la història de Frodo va ser portada al teatre, fins i tot en forma de musical. I, per acabar, és important parlar com a les xarxes socials també trobem continguts relacionats amb El Senyor dels Anells, com per exemple Youtube i tots els vídeos fets per fans sobre teories diverses, análisis i fins i tot continuacions de la saga d'invenció pròpia en forma de curt cinematogràfic.

## Usos educatius
El fet d'utilitzar la narrativa transmèdia a la vida quotidiana és una bona eina pedagògica per finalitats educatives. Jenkins confirma que vivim en un món globalment connectat, en el qual utilitzem múltiples plataformes per comunicar-nos. Utilitzar la narrativa transmèdia com una eina pedagògica, en la qual els estudiants interactuen amb diverses plataformes, com el Twitter, Facebook, Instagram o Tumblr, permet als estudiants diversos punts de vista, experiències i fonts d'informació. A més a més, aquesta nova tendència permet als professors que els seus estudiants pensin críticament i guanyin coneixement, oferint valuosos marcs per la pedagogia educativa constructiva que fa que l'estudiant se centri en l'aprenentatge.
La narrativa transmèdia també és utilitzada per companyies com Microsoft i Kimberly-Clark per formar els empleats i directius. Gronstedt i Ramos comenten: “En cada una d'aquestes formacions hi ha una bona història esperant per ser explicada. Cada vegada més, aquestes històries s'expliquen a través de multituds d'aparells i pantalles, de tal manera que puguin arribar al personal més àmpliament i comprometre’ls més profundament”.